# دوا (بودیسم)
دوا (انگلیسی: Deva)، در لغت به معنای درخشنده، و یک اصطلاح برای موجودات آسمانی و خدایان است.

## موجودات آسمانی
موجودات آسمانی، موجوداتی هستند که در جهان‌های شاد زندگی می‌کنند. و به چشم انسانی دیدنی نیستند.
هر جهان یا عالمی (loka) موجودات آسمانی خاص خود را دارد؛ مثلاً شش دسته از موجودات آسمانی در جهان کام (kama-loka)، چهار دسته در جهان مادی لطیف یا شکل (rupa-loka)، و چهار دسته در چهار مقام، در جهان نامادی یا بی‌شکل (arupa-loka) هستند.
در دیگا نیکایا (Digha Nikaaya) آمده‌است: «مادامی که بدن وجود دارد، مردم قادر به دیدنش هستند، اما پس از فروپاشی بدن در پایان عمر، مردم دیگر قادر به دیدنش نخواهند بود» بنا بر آنگوتارا نیکایا (Angutara Nikaya) بودا یک دوا (Deva) یا موجودی مافوق طبیعی (فرا انسانی) نیست.